# 泰勒地区拉布瓦西耶尔
泰勒地区拉布瓦西耶尔（法語：Laboissière-en-Thelle，法語發音：[labwasjɛʁ ɑ̃ tɛl]）是法国瓦兹省的一个市镇，属于博韦区。

## 地理
泰勒地区拉布瓦西耶尔（49°17'23"N, 2°9'30"E）面积9.64 平方千米，位于法国上法蘭西大區瓦兹省，该省份为法国北部内陆省份，北起索姆省，西接厄尔省和滨海塞纳省，南至塞纳-马恩省和瓦兹河谷省，东临埃纳省。
与泰勒地区拉布瓦西耶尔接壤的市镇（或旧市镇、城区）包括：锡伊-蒂亚尔、昂德维尔、科尔贝伊塞尔、勒库德赖叙泰勒、梅吕、泰勒地区莫特方丹、诺阿耶、圣热纳维耶夫、拉德雷讷。

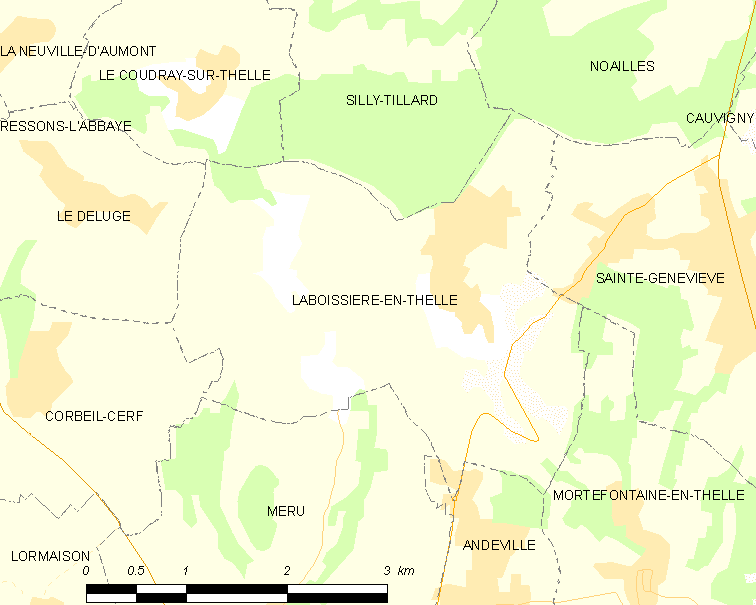
泰勒地区拉布瓦西耶尔的OSM定位图

泰勒地区拉布瓦西耶尔的时区为UTC+01:00、UTC+02:00（夏令时）。

## 行政
泰勒地区拉布瓦西耶尔的邮政编码为60570，INSEE市镇编码为60330。

## 政治
泰勒地区拉布瓦西耶尔所属的省级选区为韦克桑地区肖蒙县。

## 人口

1962-2008年间泰勒地区拉布瓦西耶尔人口变化图示

泰勒地区拉布瓦西耶尔于2022年1月1日时的人口数量为1330人。